# Landstraat-Noord

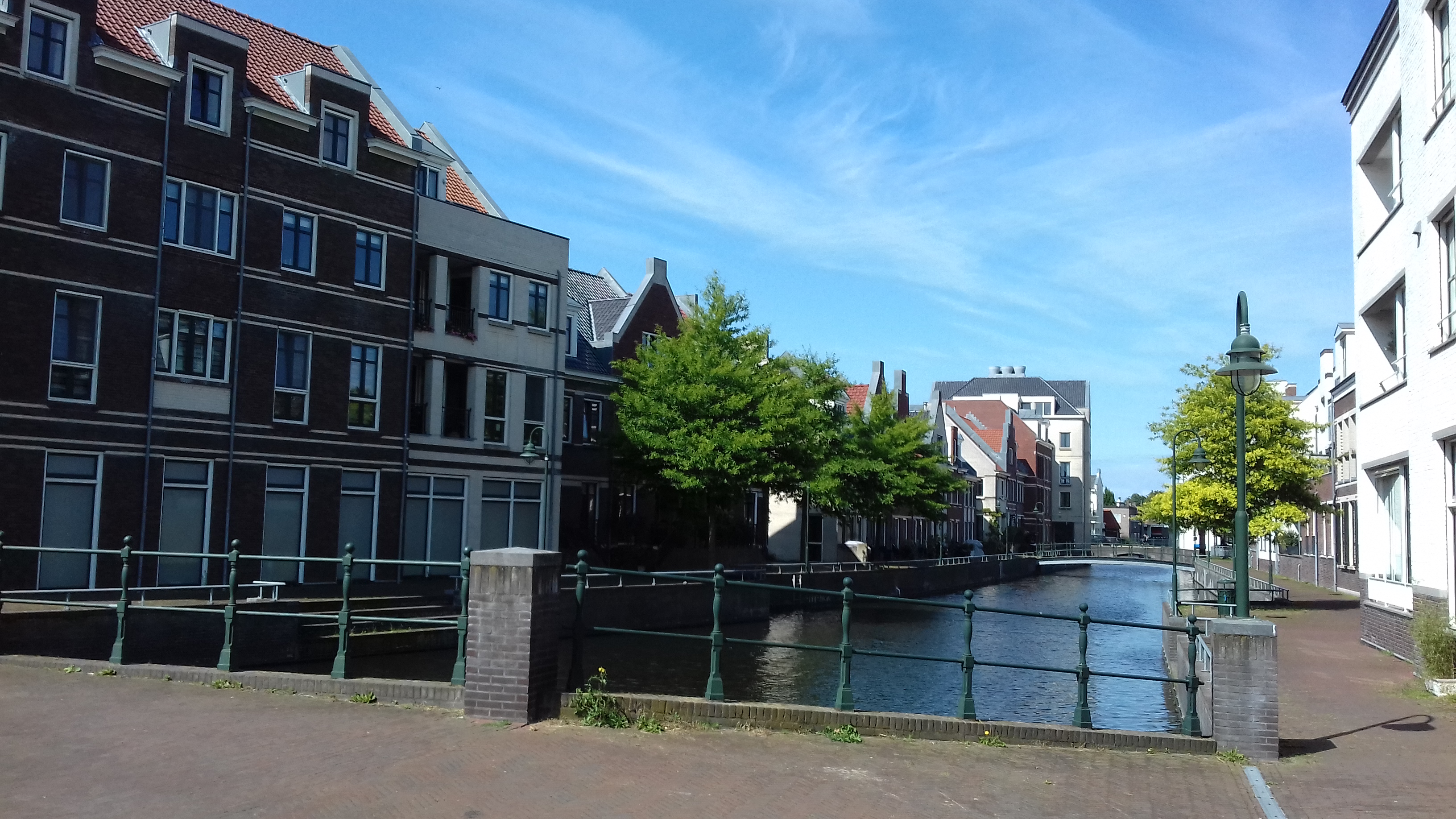
Landstraat-Noord, in noordelijke richting

Landstraat-Noord is een kleine woonwijk in het hart van Bussum, in de gemeente Gooise Meren, gerealiseerd tussen 2001 en 2010. Ze is gelegen bij het voormalige gemeentehuis van Bussum, tussen de Lammert Majoorlaan, de Brinklaan en de Brediusweg. Zij beoogt het hart van Bussum de uitstraling te geven van een historische stad, door de vooroorlogse haven symbolisch te herstellen en nieuw gebouwde huizen de stijl te geven van begin 20e eeuw, waarmee dit nieuwe centrumdeel harmonieert met de bestaande omgeving. Deze kleine wijk is daarmee een specimen van new urbanism als stedenbouwkundige stroming.

## Achtergrond
Voor de Tweede Wereldoorlog lag midden in dit plangebied de karakteristieke haven, met daarbij de hoge, gietijzeren Simon Hendrik Veerbrug, die vroeger de Brinklaan en de Landstraat verbond, en alleen voor voetgangers bestemd was. In 1939 besloot de gemeente tot het dempen van deze haven om plaats te maken voor het huidige gemeentehuis en provisorische parkeerterreinen. 

Met het project Landstraat-Noord gaf de gemeente Bussum een planmatige stedelijke invulling aan een al decennialang braakliggende bouwplaats in het centrum.

## Architecten
Architecten zijn het Duitse bureau van Rob Krier en Christoph Kohl (Berlijn) en het bureau Mulleners & Mulleners uit Amsterdam. Krier en Kohl pasten hun historisch georiënteerde stedenbouwkundige visie toe op verschillende andere plaatsen in Nederland, onder meer in Helmond (Brandevoort), Roelofarendsveen (De Oevers) en Dalfsen (Waterfront).

## Prijs
In 2012 kreeg dit project de Ruimtelijke Kwaliteitsprijs Bussum.

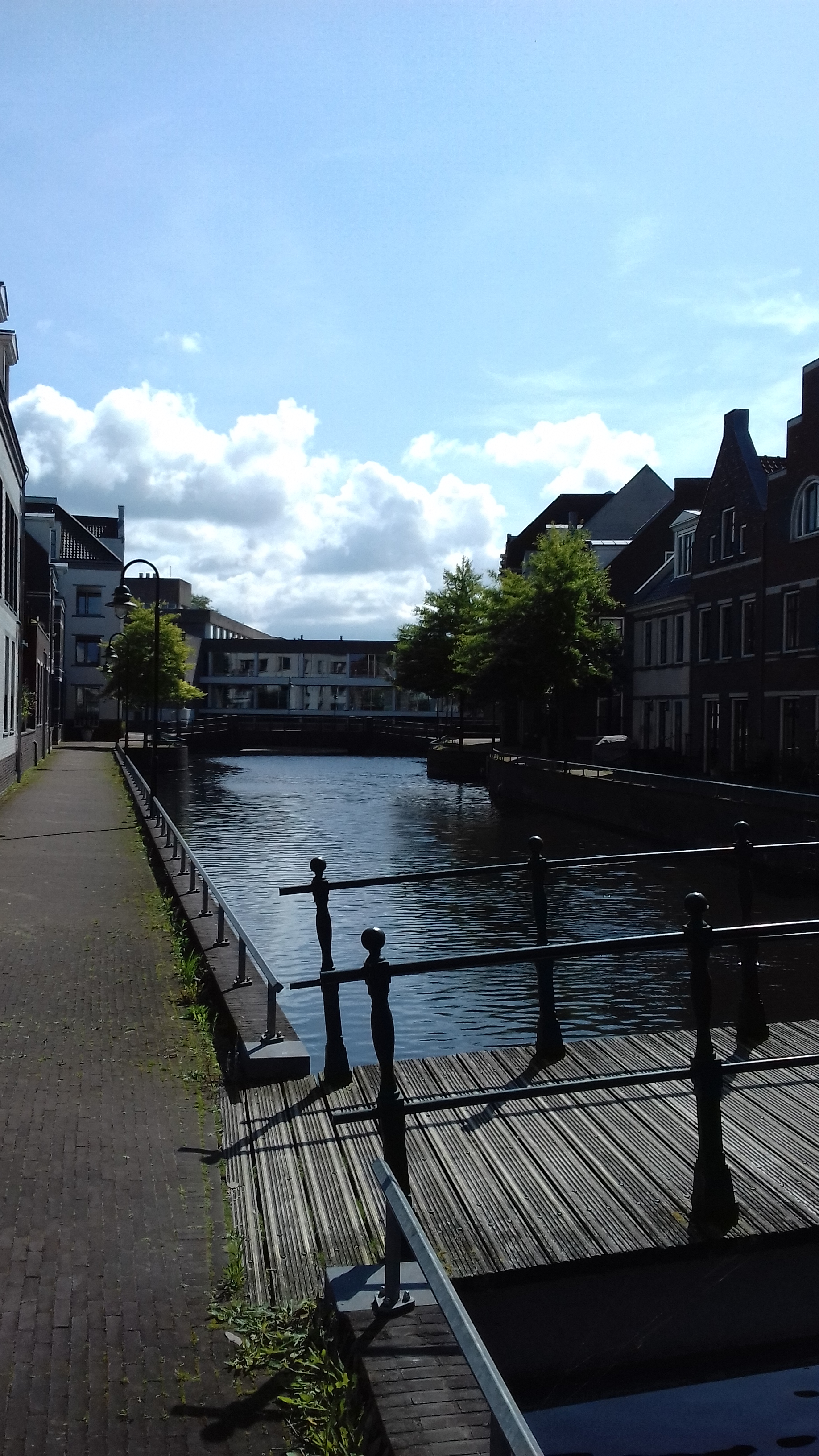
Landstraat-Noord, in zuidelijke richting

Brediuskwartier ·
Bussum-Zuid ·
Centrum ·
Franse Kamp ·
Het Spiegel ·
Hooftlaan ·
Landstraat-Noord ·
Ooster Eng ·
Oude Dorp ·
Prins Hendrikpark ·
Wester Eng